# Johann David Köhler
Johann David Köhler, född 18 januari 1684 i Colditz, död 10 mars 1755 i Göttingen, var en tysk historiker. Hans akademiska inriktningar var inom romerska mynt som historiska artefakter, antika vapen och släktforskning. Köhler tjänstgjorde också som universitetsbibliotekarie i Altdorf och bidrog till den unga biblioteksvetenskapliga litteraturen.

## Biografi
Köhler föddes i Colditz i Kurfurstendömet Sachsen och studerade senare vid universitetet i Wittenberg. Han var professor inom logik och historia vid universiteten i Altdorf och senare Göttingen. Han tjänstgjorde en kort tid som universitetsbibliotekarie vid Altdorf. Han dog i Göttingen.

## Influens
Köhler fick en vetenskaplig framträdande plats under en övergångsperiod för europeisk forskning. Från medeltiden och ända in i upplysningstiden var europeiska forskare en del av en "gemensam vetenskapskultur", en respublica litteraria (Eskildsen 2005: 421). Den gemensamma vetenskapliga kulturen utsattes för en rad nationalistiska och religiösa påtryckningar under 1700-talet, så i takt med att Köhler blev framträdande under 1700-talet skedde ett skifte från den paneuropeiska föreställda gemenskapen till en mer trångsynt nationalistisk sådan (Anderson 1991).
Köhlers meriter som biblioteks- och informationsforskare är baserade på tre av hans monografier: Syllogie aliquot Scriptorum de bene ordinanda et ornanda Bibliotheca, publicerad år 1728; Hochverdiente und aus bewährten Urkunden wohlbeglaubte Ehren-Rettung Johann Guttenbergs, eingebohrnen Bürgers i Mayntz 1741; och Anweisung für reisende Gelerte, Bibliothecken, Münz-Cabinette, Antiquitäten-Zimmer, Bilder-Sale, Naturalien- und Kunst-Kammern, udm mit Nutzen zubesehen från år 1762. Syllogie… (publicerades år 1728) är en bibliografisk granskning av viktiga historiska texter från den tiden och ligger i linje med historikernas roll då och nu. Hochverdiente… (publicerades år 1741) är en granskning av påståendet att Johann Gutenberg faktiskt var uppfinnaren av lös typ – tryckpressen – mot konkurrerande påståenden. Bernhard von Mallinckrodt (1591-1664) tillskrivs Gutenbergs första försvar som uppfinnare av tryckpressen år 1639 (Schmidmaier 2001), men Köhler sägs ha författat det andra och slutgiltiga försvaret (Eck 2000). Köhlers tredje och viktigaste verk inom detta sammanhang är 1792 Anweisung für reisende Gelerte, Bibliothecken, Műnz-Cabinette, Antiquitäten-Zimmer, Bilder-Sale, Naturalien und Kunst-Kammern, udm mit Nutzen zubesehen.

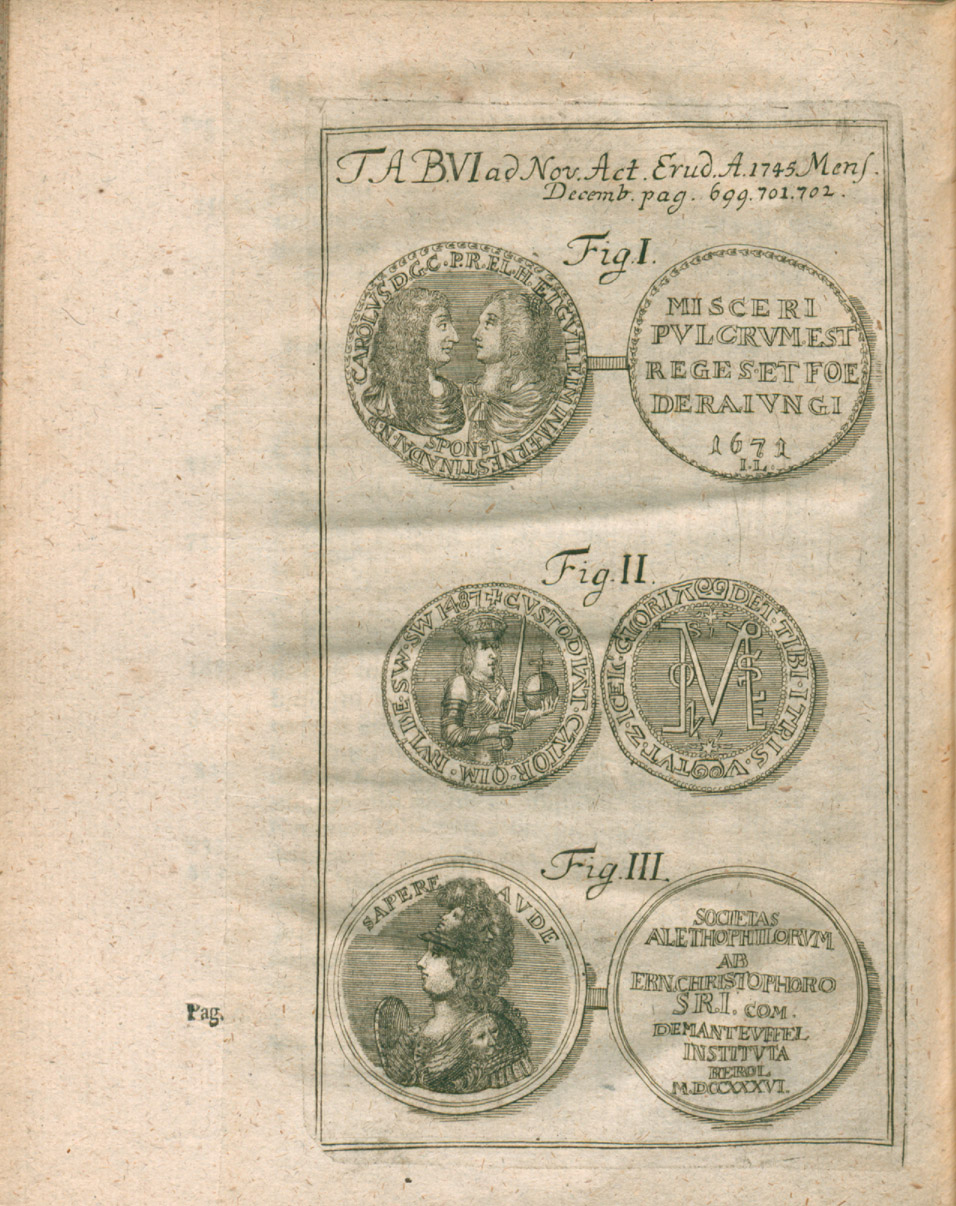
Illustration av Kohlers numismatiska studier från Acta Eruditorum, 1745

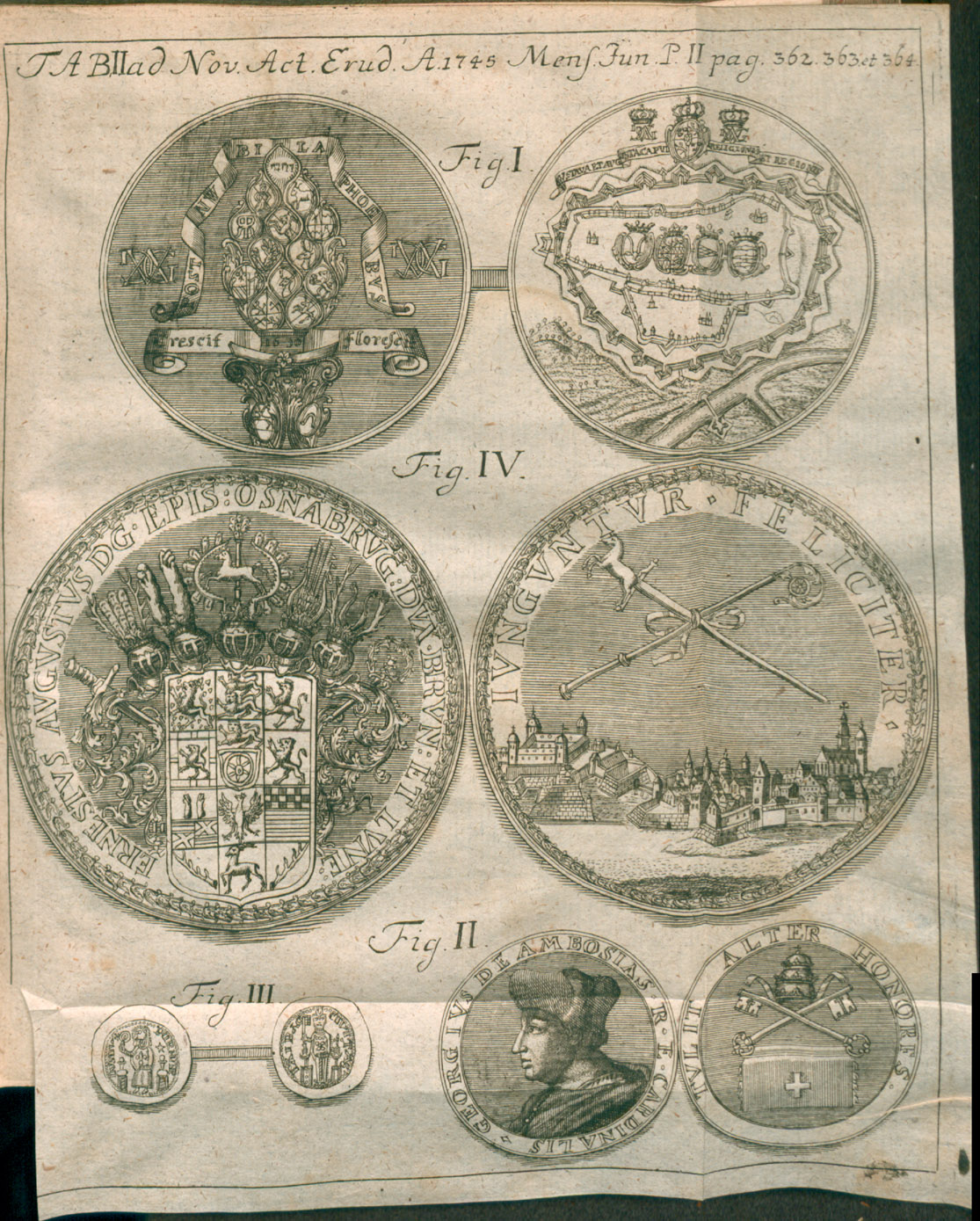
Illustration av Kohlers numismatiska studier från Acta Eruditorum, 1745

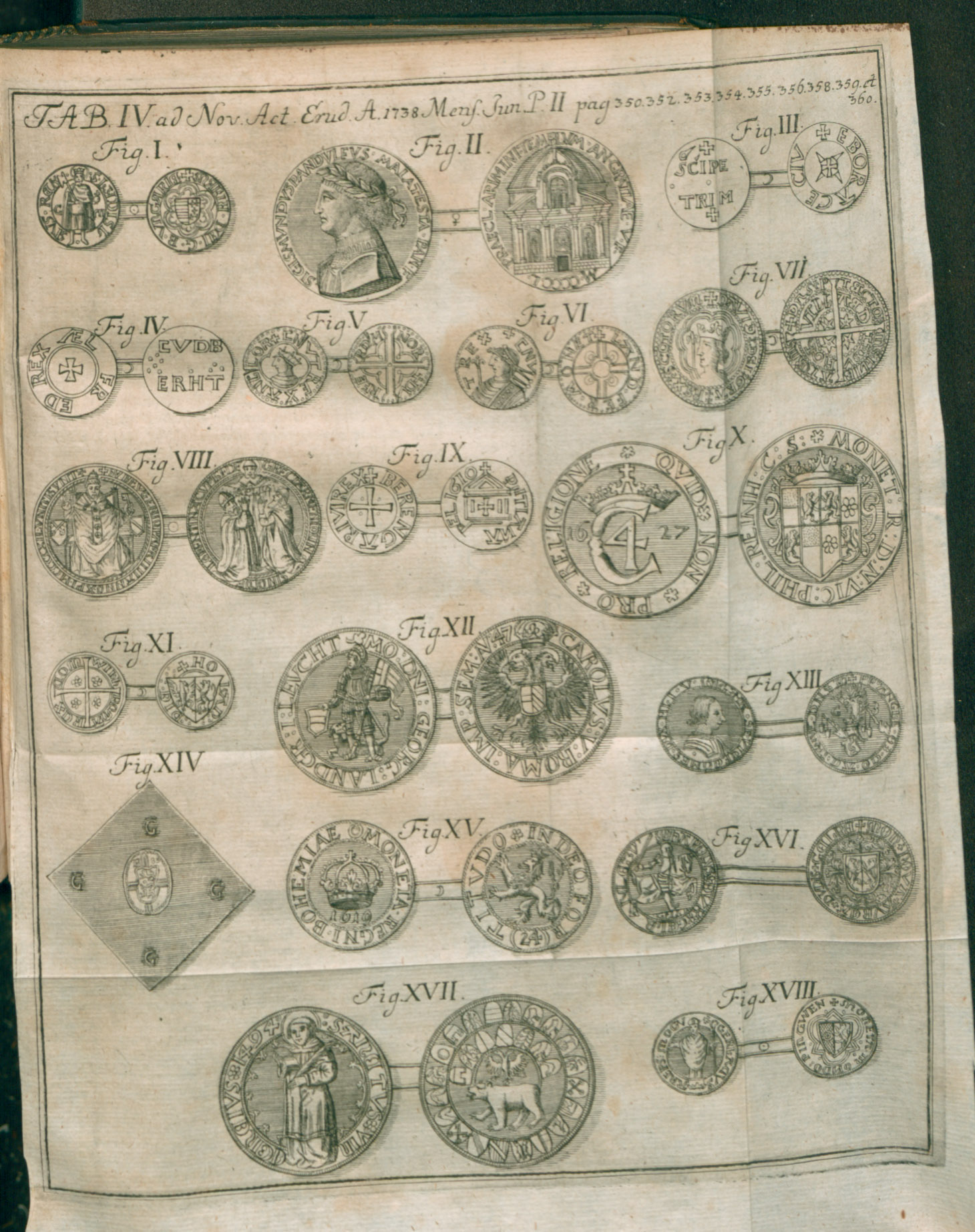
Illustration av Kohlers numismatiska studier från Acta Eruditorum, 1738

Till sist publicerade Köhler en vetenskaplig tidning om romerska mynt och numismatik i allmänhet.  Hans son Johann Tobias Köhler fortsatte det intresset. Denna tidning är viktig för biblioteksvetenskapen eftersom den är bland de första riktiga följetongerna som någonsin publicerats.

## Verk
- Orbis terrarum in nuce, sive Compendium historiae civilis chronologicum in sculptura memoriali
- 1719: Bequemer Schul- und Reise-Atlas. Nürnberg: Christoph Weigel
- 1724: Anleitung zu der verbesserten neuen Geographie, vornemlich zum Gebrauch der Weigelschen Landcharten. Nürnberg: Christoph Weigel
- 1726: Genealogische Geschichte der Herren und Grafen von Wolfstein
- 1730: Kurze und gründliche Anleitung zu der alten und mittleren Geographie. Nürnberg: Christoph Weigel